# Pramipexole
Le pramipexole (Mirapex, Mirapexin aux États-Unis, Sifrol en Europe) est un agoniste des récepteurs dopaminergiques non dérivé de l'ergot de seigle, indiqué pour le traitement à un stade précoce la maladie de Parkinson et le syndrome des jambes sans repos.

## Chimie
Le pramiprexole peut être synthétisé à partir d'un dérivé de la cyclohexanone selon le processus suivant :

## Pharmacologie
Le pramipexole agit comme un agoniste partiel ou complet des récepteurs suivants,, :
Récepteurs D2S : Ki = 3,9 nM  ; Effet agoniste = 130 %
Récepteurs D2L : Ki = 2,2 nM ; Effet agoniste = 70%
Récepteur D3 : Ki = 0,5 nM ; Effet agoniste = 70%
Récepteur D4 : Ki = 5,1 nM ; Effet agoniste = 42%
Le pramipexole possède également une affinité faible à très faible (500 nM à 10 000 nM) pour les récepteurs sérotoninergiques 5-HT1A, 5-HT1B, 5-HT1D et α2-adrénergiques,.
Il a une affinité négligeable (> 10 000 nM) pour les récepteurs dopaminergiques D1, D5, les récepteurs sérotoninergiques 5-HT2, les récepteurs α1-adrénergiques, β-adrénergiques, les récepteurs H1 à l'histamine et les récepteurs muscariniques,.

## Indications

### Maladie de Parkinson et SJSR
En France, en 2013, le pramipexole (Sifrol) a l'AMM dans :
- le traitement des symptômes et signes de la maladie de Parkinson idiopathique, en monothérapie (sans lévodopa) ou en association à la lévodopa, lorsqu’au cours de l’évolution de la maladie, au stade avancé, l’effet de la lévodopa s’épuise ou devient inconstant et que des fluctuations de l’effet thérapeutique apparaissent (fluctuations de type fin de dose ou effets "on-off")[2].

Le dérèglement du système dopaminergique est une caractéristique importante de cette maladie. Il existe dans certaines structures du cerveau un déficit de dopamine (un neurotransmetteur, molécule servant de messager chimique entre deux neurones, synthétisée dans une terminaison axonale ; le neurotransmetteur est libéré dans la fente synaptique en réponse à un influx nerveux). Les altérations cérébrales ne se limitent pas seulement à la sphère dopaminergique et de nombreux systèmes de neurotransmetteurs (sérotoninergiques, cholinergiques, glutamatergiques, adénosinergiques ou encore adrénergiques) sont également atteints. En agissant comme un agoniste des récepteurs de la dopamine D2, D3, D4, le pramipexole stimule directement ces récepteurs dans le striatum, ramenant ainsi les signaux dopaminergiques nécessaires pour le bon fonctionnement des noyaux gris centraux.
- le traitement symptomatique du syndrome des jambes sans repos (SJSR) chez l'adulte : le traitement est réservé aux formes très sévères compte tenu qu'il expose à des troubles graves du comportement (dépendance aux jeux, comportements répétitifs, achats compulsifs, hypersexualité) et à l'aggravation des symptômes favorisée par des doses élevées et une durée prolongée[8].

### Dépression bipolaire
Dans une seule étude contrôlée de 21 patients, le pramipexole a été jugé très efficace dans le traitement de la dépression bipolaire. Le traitement a été initié à 0,125 mg trois fois par jour et augmenté à un taux de 0,125 mg trois fois par jour dans la limite de 4,5 mg par jour jusqu'à ce que l'état des patients ait répondu de façon satisfaisante ou que les effets secondaires soient devenus difficiles à tolérer. La dose finale moyenne était de 1,7 mg ± 0,90 mg par jour. L'incidence de l'hypomanie dans le groupe sous traitement n'était pas plus élevée que dans le groupe témoin.
D'autres études semblent confirmer l'effet du pramipexole sur les troubles bipolaires,.

### Algies vasculaires de la face
Le pramipexole est aussi parfois utilisé hors AMM en tant que traitement des algies vasculaires de la face ce qui alimente une controverse,.

### Dysfonction sexuelle induits par les antidépresseurs
Le pramipexole a été proposé pour neutraliser les problèmes de dysfonction sexuelle induits par les neuroleptiques.

### Fibromyalgies
Le pramipexole est également à l'étude pour le traitement de la fibromyalgie.

## Effets secondaires

### Effets indésirables graves
Le pramipexole peut induire des effets indésirables tels que le jeu pathologique, l'hypersexualité et/ou la boulimie même chez les patients sans antécédents de ces comportements.
Ces comportements ont été rapportés chez près de 14 % des patients sous thérapies agonistes dopaminergiques. D'autres comportements compulsifs tels que l'excès de shopping ont été rapportés.
Ces effets secondaires peuvent être liés à l'activité du pramipexole sur les récepteurs D3, récepteurs fortement exprimés dans les régions du cerveau impliquées dans l'humeur, le comportement et la récompense,.
Le pramipexole semble aussi augmenter chez les patients traités pour la maladie de Parkinson les risques de développer un mélanome d'un facteur de 2 à 6 sans que la cause ne puisse être identifiée.
Il apparaît aussi un risque fort accru de narcolepsie, ce qui sous-entend un fort suivi du patient afin que, par exemple, cela ne survienne pas lorsqu'il est au volant.
Il semble exposer à des insuffisances cardiaques.
Il semble avoir un potentiel de pharmacodépendance important (des cas d'utilisation d’antalgique opioïde fort, notamment l'oxycodone et l'hydrocodone, ont été reportés lors de tentative de sevrage du pramipexole hors cadre hospitalier outre-atlantique).[réf. nécessaire]

### Autres effets indésirables
Le pramipexole peut aussi provoquer :
- Céphalée
- Hyperalgésie (courbatures et douleurs)
- Nausées et vomissements
- Sédation et somnolence
- Diminution de l'appétit et perte de poids
- Hypotension orthostatique (se traduisant par des vertiges, des étourdissements et, éventuellement, des évanouissements, surtout en position debout)
- Insomnie
- Hallucinations
- Myoclonies
- Fatigue ou faiblesse inhabituelle